# Запретный мир (песня)
«Запретный мир» — песня, написанная Алексеем Романоф и Александром Сахаровым. Спродюсированная Романоф, Анной Плетнёвой и Сахаровым, композиция была записана российской поп-группой «Винтаж», для их третьего студийного альбома «Анечка» (2011). «Запретный мир» представляет собой медленную минорную поп-композицию, с текстом, который написан от имени Луны, влюблённой в Солнце и, по словам Романоф, рассказывает историю о невозможности получить что-то очень желанное.
Критики дали неоднозначную оценку композиции. Алексей Мажаев из InterMedia дал песне смешанную оценку и писал, что «Запретный мир» обладает красивой мелодией в припеве, но посредственными куплетами. На сайте «Карты музыки» песню раскритиковали и посчитали, что группа записала её на альбоме «для добивки трек-листа».
После выпуска альбома «Запретный мир» попал в чарт продаж русскоязычной музыки портала «Красная звезда» и достиг 46-й позиции в рейтинге.

## Предыстория
После релиза своего второго студийного альбома SEX (2009 год) группа долгое время гастролировала и успела выпустить несколько новых синглов, не входивших в пластинку («Микки», «Роман» и «Мама-Америка»). О новом альбоме участники группы обмолвились ещё в марте 2011 года, на пресс-конференции в Екатеринбурге. Анна Плетнёва говорила, что группа находится в процессе записи нового материала. «Сейчас мы находимся в процессе беременности. В хорошем смысле этого слова. Мы вынашиваем третьего ребенка — наш новый альбом. Каждый день запираемся в студии, наслаждаемся творчеством», — рассказала артистка. В это время была написана и записана песня «Запретный мир», автором музыки которой выступил Алексей Романоф, а текст написал Александр Сахаров. Композиция вошла под шестым номером в новый альбом группы, который был выпущен 28 сентября 2011 года.

## Музыка и текст
Песня «Запретный мир» представляет собой медленную минорную поп-композицию, с красивой мелодией в припеве. Текст композиции написан от имени Луны, влюблённой в Солнце и, по словам Романоф, рассказывает историю о невозможности получить что-то очень желанное. Яков Золотов из DVjournal.ru писал, что с такими строчками, как «разворот в пустоте — я устала быть символом мне безразличных религий. Я просто звезда. Я везде и нигде. Разобраться бы в космосе богом запутанных линий, уснуть навсегда…», песню действительно можно трактовать, как историю любви небесных тел, а с другой: «…можно увидеть и внутренний мир артиста, который устал от глобального несоответствия внутреннего внешнему, увидеть, как бывает жестока любовь поклонников, готовых распять тебя за малейший промах, за крошечную ошибку, забывая о том, что ты тоже живой человек, который не знает, сможет ли дожить до утра от душевной боли».

## Реакция критики
Алексей Мажаев из InterMedia дал песне смешанную оценку и писал, что в композиции красивая мелодия, но слабые куплеты: «„Запретный мир“ — красивая медленная песня, но опять-таки это определение относится лишь к припеву, а все, что между, звучит не особенно убедительно», — отмечал критик. Редакция «Карты Музыки» дала композиции негативную рецензию: «„Запретный мир“ явно уступает многим произведениям группы и была записана на добивку. Никакого интереса ни с музыкальной, ни стихотворной стороны она не представляет, просто неплохой трек для фона».

## Коммерческий успех
После выпуска альбома «Анечка» «Запретный мир» попал в чарт продаж русскоязычной музыки портала «Красная звезда» (основан на информации, полученной от российского издания журнала Billboard). Песня дебютировала в чарте в ноябре 2011 года на 46 позиции, что стало для неё лучшим результатом.

## Участники записи
В создании и записи композиции приняли участие следующие музыканты:
- Алексей Романоф — музыка, аранжировка, саунд-продюсирование, бэк-вокал
- Александр Сахаров — аранжировка, сведение, мастеринг, саунд-продюсирование, текст
- Анна Плетнёва — саунд-продюсирование, вокал

## Чарты
| Страна/территория (Чарт)               | Высшая Позиция |
| -------------------------------------- | -------------- |
| Россия («Красная звезда». Чарт продаж) | 46             |

## Упоминания в культуре
Припев песни «Запретный мир» фигурирует в качестве эпиграфа к повести «Конец» Георгия Старкова.